# 钼青铜
钼青铜是一类组成为MxMoyOz的混合氧化物，其中M可以是氢、碱金属或铊(I)。钼青铜一词源于其色泽深。部分占据的4d带使它们有着金属特性。在化合物K0.28MoO3中，钼的氧化态为+5.72。
钼青铜自20世纪80年代以来，由于其层状结构展现出的各向异性电学性质而被广泛研究构。电阻率因方向的不同而产生相当大地变化，在一些情况下可以达到200：1甚至更多。它们通常是非整比化合物。它们可以呈现出金属或半导体的性质。

## 制备
钼青铜最初由Alfred Stavenhagen和E. Engels在1895年报道，共熔Na
2MoO
4和MoO
3可以得到靛蓝色针状的具有金属光泽的固体，他们通过分析重量得出化学式Na
2Mo
5O
7.第一个碱金属钼青铜由Wold等人于1964年大致地报道，他们得到了两种钾青铜，红色的K
0.26MoO
3和蓝色的K
0.28MoO
3，方法是电解熔融的K
2MoO
4+MoO
3，反应温度分别是550°C和560°C。钠青铜通过相同方法制备。当温度高于575°C，只能观察到MoO
2的生成。